# Калоші

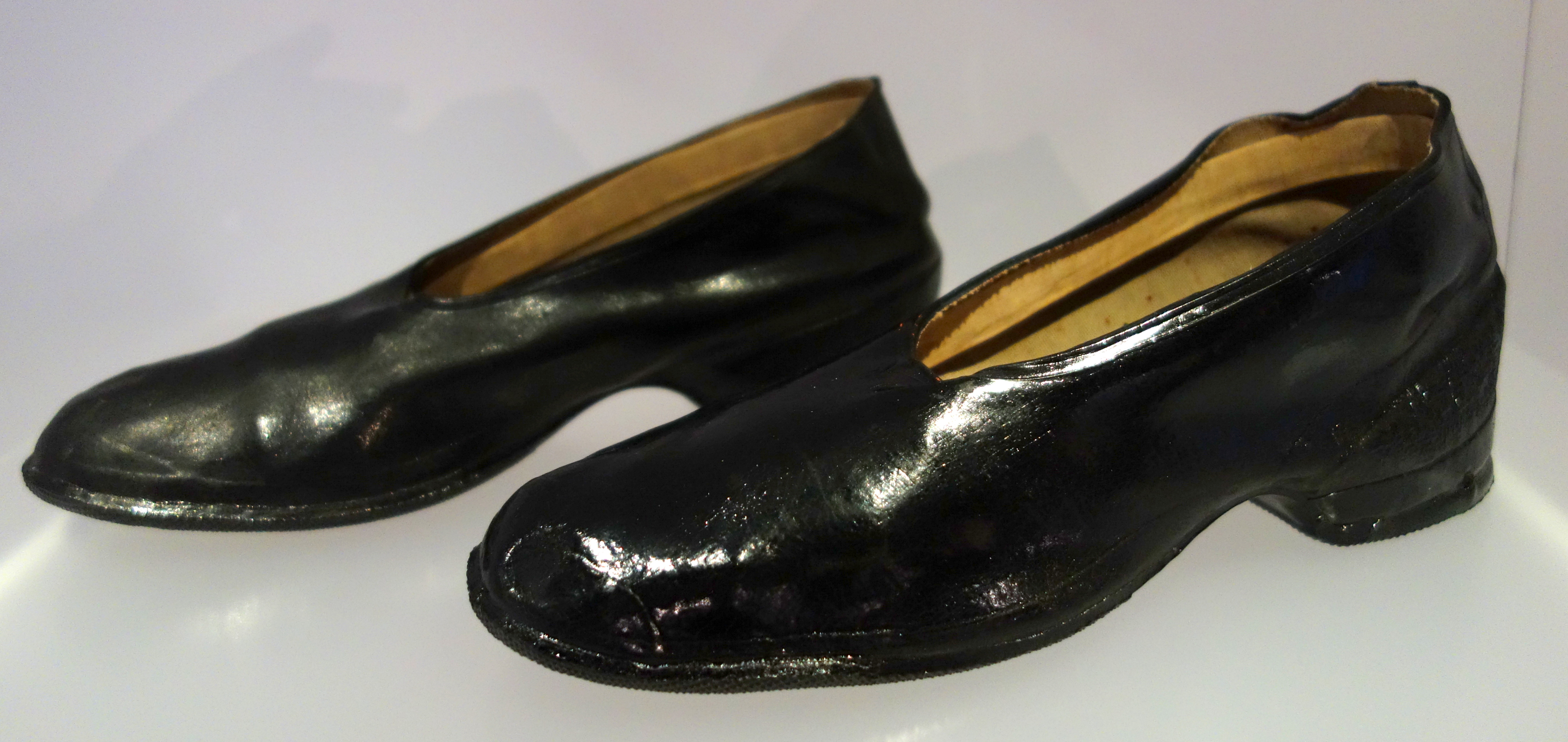
Калоші зразка 1910 року (США)

Кало́ші (через нім. Kalosche, Galosche від фр. galoche, можливо пов'язаного з лат. calopus — «копил») — непромокальні (зазвичай гумові) накладки, що надягають на взуття. Носять з валянками. У минулому їх носили для захисту взуття, і на туфлі, і на черевики.
Розрізняються за матеріалами, обробкою і особливостям використання: калоші садові, калоші на валянки, калоші клеєні на валянки, калоші азійські бавовняні чоловічі, калоші азійські бавовняні жіночі, калоші азійські бавовняні дитячі, калоші азійські на шерсті; калоші з пластикату полівінілхлоридні чорні; калоші з пластикату полівінілхлоридні кольорові; калоші хлопчачі клеєні гумові, калоші хлопчачі комбіновані гумові, калоші гумові лаковані клеєні дівочі для носіння на взуття; калоші гумові лаковані клеєні для носіння на взуття; калоші гумові лаковані клеєні з чорної гуми для носіння на унтах; калоші гумові лаковані клеєні з чорної гуми та ін.